# Kuća Burovića
Kuća Burovića je zaštićena arhitektonska baština grada Perasta. Nosi ime po mjesnoj porodici pomoraca Burović. Namjena je stambena. U blizini su palata Bujović i crkva Sv. Ivana Krstitelja. Nalazi se u zapadnom dijelu Perasta, u Penčićima, u drugom redu zgrada od obale.